# Прабхас
Прабхас Раджу Уппалапати (англ. Prabhas Raju Uppalapati, телугу ఉప్పలపాటి ప్రభాస్ రాజు, более известный под мононимом Прабхас; род. 23 октября 1979 года) — индийский актёр, снимающийся в основном в фильмах на языке телугу. Также известен как «Молодая мятежная звезда» (англ. Young Rebel Star). В 2011 году получил приз жюри CineMAA Awards, пять раз номинировался на Filmfare Awards South за лучшую мужскую роль в фильме на телугу.

## Биография
Прабхас родился в Мадрасе (ныне Ченнаи) 23 октября 1979 года в семье кинопродюсера У. Сурьянараяна Раджу и его жены Шивакумари. У актёра есть старший брат Прабодх и старшая сестра Прагати. Дядя Прабхаса — популярный актёр Толливуда 1970—1980-х годов У. Кришнам Раджу. Их семья родом из деревни Могалтур округа Западный Годавари штата Андхра-Прадеш.

## Карьера

### Первые годы
Прабхас дебютировал в кино вместе с актрисой Шридеви Виджаякумар в фильме «Ишвар» (2002) режиссёра Джаянта Паранджи.
Фильм рассказывал о любви бедного парня и богатой девушки, отец которой люто ненавидит бедняков. Критиками были отмечены его язык тела и танцевальные навыки, однако с добавлением, что его дикция оставляет желать лучшего.
Следующим фильмом актёра стал «Рагхавендра» (2003) Суреша Кришны, где он сыграл драчливого парня, по воле родителей ставшего последователем святого Рагхавендры. Гудипуди Шрихари из The Hindu заметил, что в этом фильме Прабхас выглядит более уверенно.
В 2004 году Прабхас снялся в фильме «Дождь» в паре с Тришей Кришнан. Здесь он впервые выступил как романтический герой, а не только как герой боевика.
Картина имела успех у зрителей и продержалась в прокате более 175 дней.
За эту роль актёр был впервые номинирован на Filmfare Awards South, а также выиграл Santosham Film Awards как лучший молодой исполнитель.
Другим его фильмом этого года стал «Рамуду… Я люблю тебя!» режиссёра Б. Гопала, где его партнёршей была Арти Агарвал. Картина была невысоко оценена критиками и провалилась в прокате.
В 2005 году он сыграл талантливого доктора, неизлечимо больного раком, в фильме «Чакрам» Кришны Вамси вместе с Асин и Чарми Каур. Роль заработала смешанные отзывы критиков.
В том же году Прабхас снялся в фильме «Защитник» режиссёра С. С. Раджамули в паре с Шрией Саран. Его герой Шиваджи был разлучён с семьей после эмиграции из Шри-Ланки и возглавил восстание против Дона, притесняющего эмигрантов. В отзыве на фильм Б. Анурадха из Rediff.com написала, что он «выглядит хорошо, как герой боевика, но он должен улучшить свои навыки изображения чувств»; она также заметила, что танцует актёр теперь значительно лучше.
Картина шла в прокате более 100 дней
и стала одним из самых кассовых фильмов года на телугу.
Затем Прабхас появился в фильме Прабхудевы «Пурнами» (2006), где его партнёршами стали Триша Кришнан и Чарми Каур. Его герой, дав клятву старшей сестре, пытается помочь младшей научиться танцевать ритуальный танец для местного праздника, однако когда та в итоге влюбляется в него, не может ответить на её чувства из-за клятвы. Idlebrain.com написали по этому поводу: «приятно видеть, что Прабхас сбалансировал свою карьеру и поточными ролями вроде „Защитника“, и лёгкими ролями вроде „Пурнами“». Фильм однако не имел успеха в кассе.
В 2007 году актёр исполнил главную роль в паре с Наянтарой в фильме В.В. Винайяка «Йоги», ремейке Jogi (2005) на языке каннада.
По сюжету его герой отправляется в город из деревни, чтобы заработать на золотые браслеты для матери, не подозревая что больше её никогда не увидит. Играя роль сына, тоскующего по матери, Прабхас заслужил похвалу критиков, особо отметивших его игру в момент кульминации.
Фильм демонстрировался в 186 кинотеатрах в течение 50 дней, а общие сборы составили 250 млн рупий.
Другим релизом Прабхаса в этом году стал боевик «Мунна» Вамси Пайдипалли, повествующий о противоборстве отца и сына, где он сыграл вместе с Илеаной де Круз и Пракашем Раджем. Критики оценили его вклад в основном положительно.
На следующий год Прабхас снялся в картине Пури Джаганнатха «Милашка: Сделано в Ченнаи» вместе с Тришей Кришнан. Его персонаж возвращается домой после двенадцатилетнего отсутствия и отправляется на поиски подруги детства, даже не зная, как она сейчас выглядит. По мнению Радхики Раджамани из Rediff.com фильм слишком похож на более раннюю ленту Джаганатха «Вооружён и очень опасен», а герой Прабхаса на героя Махеша Бабу.

### 2010-е

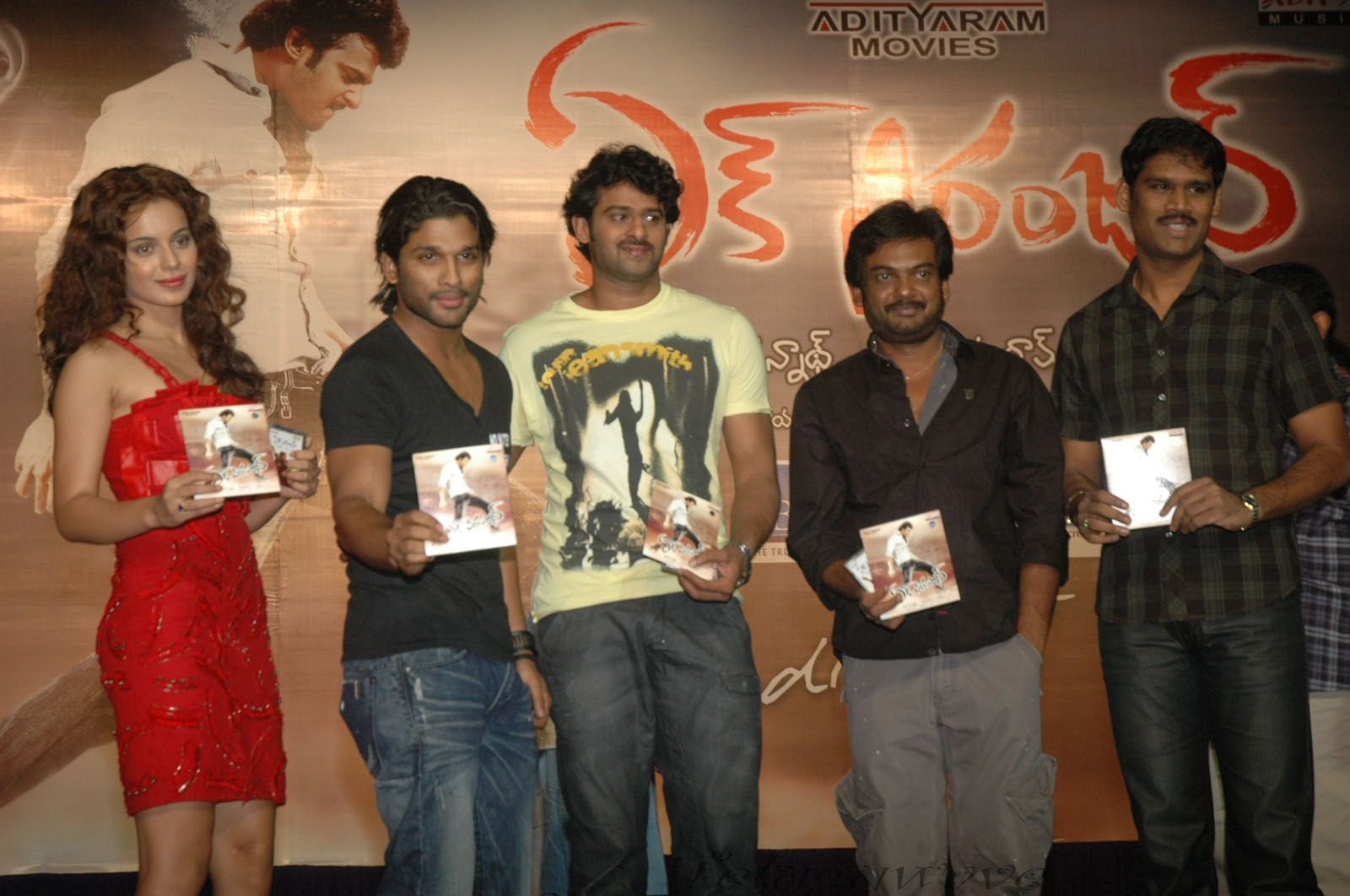
Кангана, Аллу Арджун, Прабхас и другие на запуске музыки к фильму «Одинокий волк»

Одним из первых больших хитов в его карьере стал ремейк тамильского фильма «Ловушка» (2007) под названием «Билла», снятый Мехером Рамешем в 2009 году. Женские роли в фильме исполнили Анушка Шетти и Намита. Прабхас сыграл двойную роль: жестокого гангстера Биллу и его двойника — мелкого воришку Рангу. Согласно Б. В. С. Пракашу из The Times of India, актёр «показывает впечатляющие результаты, как учтивый и безжалостный Дон… и вызывает немного смеха как мелкий грабитель».
В этом же году актёр вновь сотрудничал с Пури Джаганатхом в фильме «Одинокий волк» в паре с Канганой Ранаут. Его герой вырос без родителей, но даже став взрослым не оставляет надежды их отыскать, не зная, что уже давно с ними знаком. Согласно Радхике Раджамани Прабхас в фильме довольно хорош, однако по стилю похож на всех своих предыдущих героев.
Фильм имел успех в первую неделю проката, собрав 210 млн рупий, однако затем сборы резко пошли на спад.
Героиней в двух следующих фильмах Прабхаса была Каджал Агарвал. Первый из них — «Дорогая» (2010) режиссёра Карунакарана, рассказывал о беспечном парне Прабху, пытающемся добиться любви подруги его детства. Критики единогласно отметили, что Прабхаса после многочисленных боевиков было приятно увидеть в амплуа романтического героя.
Фильм принёс актёру CineMAA Awards за лучшую мужскую роль по мнению критиков.
Второй — «Мистер Совершенство» (2011) режиссёра Дасарадха, где вторую главную женскую роль сыграла Тапси Панну. Суреш Кавираяни из The Times of India в своем отзыве на фильм похвалил Прабхаса, однако высказал, что тому следует поработать над своей манерой произношения.
Картина собрала в прокате 281 млн рупий и вошла в список 10 самых кассовых фильмов на телугу, откуда была вытеснена несколькими месяцами позже фильмом «Дерзкий».
«Мятежник» Рагхавы Лоуренса с Таманной Бхатия и Дикшей Сетх, вышедший в 2012 году, имел достаточно большой бюджет.
Герой Прабхса, потерявший самых близких людей, готов на всё, чтобы отомстить. Актёр появляется в фильме в трёх образах: застенчивого сына, романтичного влюблённого и хладнокровного бандита.
Картина не имела успеха у критиков, но Прабхас заслужил похвалы.
Сборы за первую неделю проката были лучше, чем у всех предыдущих фильмов актёра,
но общие сборы так и не смогли покрыть бюджет картины.
В том же году Прабхас продублировал героя Вишну Манчу в фильме Denikaina Ready в сценах, где тот имитирует его голос.
Картина «Острый перец» режиссёра-дебютанта Кораталы Шивы стала первым большим успехом в карьере Прабхаса. Главные женские роли в фильме исполнили Анушка Шетти и Рича Гангопадхай. Персонаж Прабхаса всеми силами пытается примирить два воюющих семейства, попутно завоевав сердца их двух юных представительниц. Роль принесла актёру положительные отзывы критиков
и номинацию на Filmfare Awards South.
В следующем году он сделал первые шаги в Болливуде, появившись в качестве камео в боевике «Тёмная лошадка». Создатели надеялись таким образом привлечь внимание хинди-говорящей аудитории к следующему фильму Прабхаса «Бахубали». Однако их надежды не оправдались, так как «Тёмная лошадка» стал провалом.
Героинями «Бахубали: Начало», снятого в жанре исторической эпопеи, стали Таманна и Анушка. Прабхас сыграл в нём сразу две роли: отца и сына, для съёмок он специально обучился верховой езде и сражениям на мечах.
Работа над фильмом заняла два года, во время которых Прабхас брал четырёхмесячный перерыв из-за операции на плечевых связках.
Первая часть фильма, вышедшая в июле 2015 года, вошла в тройку самых кассовых фильмов Индии на тот момент.
Вторая часть фильма, вышедшая в апреле 2017 года, потеснила предыдущую, заняв второе место в списке.
После этого Прабхас приступил к съёмкам многоязычного триллера Saaho, который вышел на экраны в 2019 году.

## Фильмография
| Год  |   | Русское название           | Оригинальное название     | Роль                         |
| ---- | - | -------------------------- | ------------------------- | ---------------------------- |
| 2002 | ф | Ишвар                      | Eeshwar                   | Ишвар                        |
| 2003 | ф | Рагхавендра — святой воин  | Raghavendra               | Рагхава                      |
| 2004 | ф | Дождь                      | Varsham                   | Венкат                       |
| 2004 | ф | Рамуду... Я люблю тебя!    | Adavi Ramudu              | Раму                         |
| 2005 | ф | Чакрам                     | Chakram                   | Чакрам                       |
| 2005 | ф | Защитник                   | Chatrapati                | Шиваджи / «Защитник»         |
| 2006 | ф | Пурнами                    | Pournami                  | Шива Кесава                  |
| 2007 | ф | Йоги                       | Yogi                      | Ишвара Прасад / Йоги         |
| 2007 | ф | Мунна                      | Munna                     | Мунна                        |
| 2008 | ф | Милашка: Сделано в Ченнаи  | Bujjigadu                 | Буджи / Лингараджу           |
| 2009 | ф | Билла                      | Billa                     | Билла и его двойник Ранга    |
| 2009 | ф | Одинокий волк              | Ek Niranjan               | Чоту                         |
| 2010 | ф | Дорогая                    | Darling                   | Прабха                       |
| 2011 | ф | Мистер Совершенство        | Mr. Perfect               | Викки                        |
| 2012 | ф | Мятежник                   | Rebel                     | Риши                         |
| 2013 | ф | Острый перец               | Mirchi                    | Джай                         |
| 2014 | ф | Тёмная лошадка             | Action Jackson            | камео в песне «Punjabi Mast» |
| 2015 | ф | Бахубали: Начало           | Baahubali: The Beginning  | Бахубали, Шивуду             |
| 2017 | ф | Бахубали: Рождение легенды | Baahubali: The Conclusion | Бахубали                     |
| 2019 | ф | Саахо                      | Saaho                     | Саахо                        |

## Награды и номинации
- 2004 — номинация Filmfare Award за лучшую мужскую роль в фильме на телугу[англ.] — «Дождь»
- 2004 — Santosham Award лучшему молодому исполнителю[англ.] — «Дождь»[10]
- 2005 — номинация Filmfare Award за лучшую мужскую роль в фильме на телугу — «Защитник»[53]
- 2010 — CineMAA Awards[англ.] за лучшую мужскую роль по мнению критиков — «Дорогая»[32]
- 2013 — номинация South Indian International Movie Awards[англ.] за лучшую мужскую роль в фильме на телугу — «Острый перец»[54]
- 2013 — номинация Filmfare Award за лучшую мужскую роль в фильме на телугу — «Острый перец»[55]
- 2013 — Nandi Award за лучшую мужскую роль — «Острый перец»[56]
- 2013 — номинация Filmfare Award за лучшую мужскую роль в фильме на телугу — «Бахубали: Начало»[57]